# Équipe d'Espagne de football à la Coupe du monde 1978
L'équipe d'Espagne de football participe à sa cinquième Coupe du monde lors de l'édition 1978 qui se tient en Argentine du 1er juin 1978 au 25 juin 1978. Elle est éliminée au premier tour en terminant 3e du groupe 3 derrière l'Autriche et le Brésil.

## Phase finale

### Premier tour
| Classement du Groupe III |          |     |   |   |   |   |    |    |      |
|                          | Équipe   | Pts | J | G | N | P | BP | BC | Diff |
| 1                        | Autriche | 4   | 3 | 2 | 0 | 1 | 3  | 2  | +1   |
| 2                        | Brésil   | 4   | 3 | 1 | 2 | 0 | 2  | 1  | +1   |
| 3                        | Espagne  | 3   | 3 | 1 | 1 | 1 | 2  | 2  | 0    |
| 4                        | Suède    | 1   | 3 | 0 | 1 | 2 | 1  | 3  | -2   |

| 3 juin  | Brésil   | 1 | 1 | Suède    |
| 3 juin  | Autriche | 2 | 1 | Espagne  |
| 7 juin  | Autriche | 1 | 0 | Suède    |
| 7 juin  | Brésil   | 0 | 0 | Espagne  |
| 10 juin | Brésil   | 1 | 0 | Autriche |
| 10 juin | Espagne  | 1 | 0 | Suède    |

## Effectif
Ladislao Kubala est le sélectionneur espagnol durant la Coupe du monde. Il commande un groupe de 22 joueurs qui se compose de 3 gardiens de but, 7 défenseurs, 5 milieux de terrain et 7 attaquants.

## Navigation